# بيت هريش (بعدان)

تعديل مصدري - تعديل

بيت هريش هي إحدى قرى عزلة المنار بمديرية بعدان التابعة لمحافظة إب، بلغ تعداد سكانها 411 نسمة حسب تعداد اليمن لعام 2004.